# 希尔德塔尔
希尔德塔尔（德語：Schildetal）是德国梅克伦堡-前波美拉尼亚州的一个市镇。总面积19.39平方公里，总人口814人，其中男性431人，女性383人（2011年12月31日），人口密度42人/平方公里。